# برایت آدائه
برایت آدائه (انگلیسی: Bright Addae؛ زادهٔ ۱۹ دسامبر ۱۹۹۲) بازیکن فوتبال اهل غنا است.
از باشگاه‌هایی که در آن بازی کرده است می‌توان به باشگاه فوتبال کروتونه، باشگاه فوتبال هرمانشتات، باشگاه فوتبال گوریتسا، باشگاه فوتبال پارما، باشگاه فوتبال یووه استابیا، و باشگاه فوتبال آسکولی اشاره کرد.
وی همچنین در تیم‌های ملی فوتبال زیر ۲۰ سال غنا و غنا بازی کرده است.